# Harvey Cedars
Harvey Cedars es un borough ubicado en el condado de Ocean en el estado estadounidense de Nueva Jersey. En el año 2010 tenía una población de 337 habitantes y una densidad poblacional de 108 personas por km².

## Geografía
Harvey Cedars se encuentra ubicado en las coordenadas 39°42′02″N 74°08′18″O / 39.70056, -74.13833.

## Demografía
Según la Oficina del Censo en 2000 los ingresos medios por hogar en la localidad eran de $61,875 y los ingresos medios por familia eran $69,722. Los hombres tenían unos ingresos medios de $71,042 frente a los $32,361 para las mujeres. La renta per cápita para la localidad era de $36,757. Alrededor del 5.1% de la población estaba por debajo del umbral de pobreza.